# 蔣次昇
蔣次昇，也作蒋次升（1914年9月—2004年7月31日），男，湖南湘乡人，中国兽医学家，曾任浙江省政协副主席，九三学社中央委员会委员，第二、三、四、五届全国人大代表。